# Rudolf Schuster
Pour les articles homonymes, voir Schuster.
 (décembre 2017).
Si vous disposez d'ouvrages ou d'articles de référence ou si vous connaissez des sites web de qualité traitant du thème abordé ici, merci de compléter l'article en donnant les références utiles à sa vérifiabilité et en les liant à la section « Notes et références ».
Rudolf Schuster (né le 4 janvier 1934 à Košice) est un homme d'État slovaque, deuxième président de la République slovaque de 1999 à 2004.

## Biographie
Issu de la minorité allemande de Slovaquie, ingénieur de formation, Rudolf Schuster est membre du Parti communiste slovaque de 1964 à 1990. Sous le régime communiste, il est une première fois maire de Košice de 1983 à 1986 et président du Conseil national slovaque de 1989 à 1990, date à laquelle il est nommé au poste d'ambassadeur de Tchécoslovaquie au Canada, dont il sera le dernier titulaire. 
De 1994 à 1999, il est de nouveau maire de Košice. 
En 1998, il crée le Parti de la compréhension entre citoyens (Strana občianskeho porozumenia, SOP), qu'il dirige jusqu'à son élection à la tête de l'État. 
Le 29 mai 1999, il est élu deuxième président de la République slovaque, le premier au suffrage universel. Il entre en fonction le 15 juin suivant pour un mandat de cinq ans. Il se représente comme indépendant à l'élection d'avril 2004, mais il est éliminé dès le premier tour en ne recueillant que 7,4 % des voix.